# تيو بيرغر
تيو بيرغر (بالألمانية: Theo Berger)‏ هو مجرم ألماني، ولد في 25 يناير 1941 في كونينغسموس في ألمانيا، وتوفي في 20 نوفمبر 2003 في إصلاحية اشتراوبينغ ‏ في ألمانيا بسبب شنق.